# Gambusinos de Fresnillo
Los Gambusinos de Fresnillo fue un equipo que participó en la Liga Nacional de Baloncesto Profesional con sede en Fresnillo, Zacatecas, México.

## Historia
Los Gambusinos de Fresnillo nacieron como un equipo del Circuito Mexicano de Básquetbol. En 2002 ingresaron a la Liga Nacional de Baloncesto Profesional de México, donde permanecieron hasta 2007. Ese año, antes de que comenzara la nueva temporada, se fusionaron con los Barreteros de Zacatecas para formar la Unión Zacatecas.
Se anunció su reingreso a la LNBP en 2011, pero ello finalmente no ocurrió. 

### Roster
| Gambusinos de Fresnillo Temporada 2025 |    |                              |                                        |
| C U E R P O T É C N I C O              |    |                              |                                        |
| Entrenador                             |    | Bandera de México            | Enrique Alejandro Zúñiga Castro (Baja) |
| Entrenador                             |    | Bandera de Puerto Rico       | Allans Colón                           |
| Asistente                              |    | Bandera de Estados Unidos    | Eric Luis Weissling Pallares           |
| J U G A D O R E S                      |    |                              |                                        |
| Base                                   | 1  | Bandera de Estados Unidos    | Bryon Gregory Allen                    |
| Alero                                  | 2  | Bandera de Estados Unidos    | Myles Burns                            |
| Escolta                                | 3  | Bandera de Estados Unidos    | Admon Amon Gilder Jr. (Baja)           |
| Ala-pívot                              | 5  | Bandera de Estados Unidos    | Anthony James Peacock (Baja)           |
| Ala-pívot                              | 7  | Bandera de Estados Unidos    | Tyree Robinton                         |
| Ala-Pívot                              | 8  | Bandera de México            | Irwin Raúl Ávalos Bonilla (Baja)       |
| Base                                   | 10 | Bandera de Estados Unidos    | Ke’Jhan Feagin                         |
| Base                                   | 11 | Bandera de México            | Miguel Ángel Argomaníz Jiménez         |
| Ala-Pívot                              | 13 | Bandera de Trinidad y Tobago | Jabari Akins Quami Peter Narcis        |
| Base                                   | 14 | Bandera de Estados Unidos    | Kwame Donte Vaughn                     |
| Alero                                  | 15 | Bandera de México            | Emilio Danahe García Márquez           |
| Alero                                  | 17 | Bandera de México            | José Carlos Zesati Espinoza            |
| Escolta/Alero                          | 20 | Bandera de Estados Unidos    | Brent Roderick Jackson Jr.             |
| Ala-pívot                              | 21 | Bandera de Estados Unidos    | Sydney Curry                           |
| Escolta/Alero                          | 23 | Bandera de Estados Unidos    | Devante Rashad-Keith Wallace (Baja)    |
| Pívot                                  | 77 | Bandera de México            | Alejandro Reyna Martínez               |
| = Capitán                              |    |                              |                                        |
| = Lesionado                            |    |                              |                                        |

 =  Cuenta con nacionalidad mexicana. 

### Jugadores destacados
- Cedric Moodie